# كأس الاتحاد الأوروبي للسيدات 2002–03
كأس الاتحاد الأوروبي للسيدات 2002–03 (بالإنجليزية: UEFA Women's Cup 2002–03)‏ هو الموسم الثاني من  كأس الاتحاد الأوروبي للسيدات. أقيم خلال الفترة 29 أغسطس 2002 وحتى 21 يونيو 2003، وشارك فيه  35 فريقاً، وفاز فيه Umeå IK ‏.